# Trademarksymbool
Het trademarksymbool ™ is een symbool dat wordt gebruikt om een nog niet geregistreerde handelsnaam aan te duiden. Dit teken wordt vaak aangegeven bij merken die zich nog bevinden in de aanvraagprocedure, die dus nog niet officieel zijn geregistreerd.
In de Verenigde Staten is het gebruik van het ®-teken wettelijk beschermd. Om die reden wordt het trademark-teken ™ gebruikt bij merken die wel gedeponeerd zijn, maar (nog) niet in het merkenregister zijn ingeschreven. Als het merk is ingeschreven, wordt ® wel gebruikt.
Het handelsmerksymbool ™ wordt ook in Europa veel gebruikt, bijvoorbeeld in situaties waarin de registratieprocedure nog niet is afgerond. Het ™-teken heeft geen juridische betekenis. Daarnaast gebruiken sommige bedrijven in Amerika ook het vergelijkbare ℠-teken om een dienstenmerk aan te duiden.

## Weergave en gebruik
Hoewel het symbool op het eerste gezicht lijkt te bestaan uit twee letters in superscript, is het een enkel symbool, dat in Unicode het hexadecimale tekennummer U+2122 heeft gekregen. Om het symbool te kunnen weergeven In HTML, kan de tekenreeks &#x2122; gebruikt worden. Op computers met Windows-besturingssysteem kan het teken gemaakt worden door de linker Alt-toets vast te houden en op het numerieke blok 0153 te typen. Hierbij moet Num lock ingeschakeld zijn. Dit zal op veel computers werken, maar een universele methode is er niet. Op computers met macOS kan het teken gemaakt worden door ⇧ Shift+alt+2 of fn+⌥ Opt+2 in te drukken.